# Orlando Lansdorf
Orlando Lansdorf (Paramaribo, 1965 – 6 maart 2021) was een Surinaams-Nederlandse dragartiest en hiv-activist die bekend was als televisiepersoonlijkheid.

## Biografie
Landsdorf was in 1965 in Paramaribo geboren. In 1970, verhuisde de familie naar Veghel in Nederland, waar hij opgroeide. In de jaren 1990 was hij actief in Safe Seks Guerrilla, een groepering die aandacht vroeg voor veilig vrijen en hiv. Landsdorf was homoseksueel, maar had twee kinderen met een lesbische vrouw.
In 2005 werd Landsorf hiv-positief gediagnosticeerd, en begon de HIV Monologen. Hij werd bekend van de televisieprogramma's Spuiten & Slikken en How to please your man. Professioneel was hij actief als barman in Café 't Mandje aan de Zeedijk te Amsterdam.
Lansdorf overleed in zijn slaap op 6 maart 2021, op 55-jarige leeftijd.